# Barnoldswick
Barnoldswick est une ville du Lancashire, en Angleterre. Elle est située dans le district de Pendle, dans l'est du comté, et traversée par le canal Leeds-Liverpool. Au moment du recensement de 2001, elle comptait 10 859 habitants.
Elle relevait du West Riding of Yorkshire jusqu'en 1974.